# Saint-André-en-Bresse
Saint-André-en-Bresse is een gemeente in het Franse departement Saône-et-Loire (regio Bourgogne-Franche-Comté) en telt 104 inwoners (2009). De plaats maakt deel uit van het arrondissement Louhans.

## Geografie
De oppervlakte van Saint-André-en-Bresse bedraagt 4,9 km², de bevolkingsdichtheid is dus 21,2 inwoners per km².
De onderstaande kaart toont de ligging van Saint-André-en-Bresse met de belangrijkste infrastructuur en aangrenzende gemeenten.

## Demografie
Onderstaande figuur toont het verloop van het inwonertal (bron: INSEE-tellingen).